# Barrio (film 1999)
Barrio è un film del 1998 diretto da Fernando León de Aranoa.